# Atlântida na cultura popular

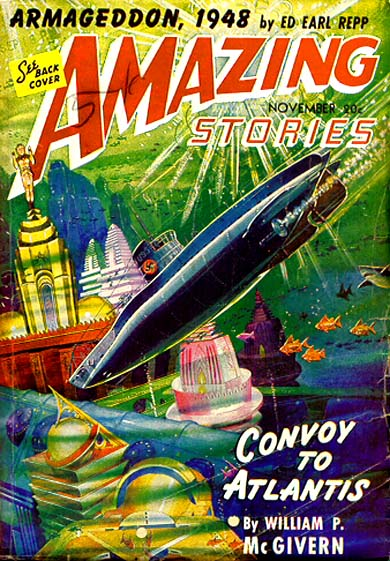
Capa de Amazing Stories, comboio para Atlanta.

A ilha lendária de Atlântida já foi diversas vezes retradada na cultura popular. 
Antes de 1900, havia uma sobreposição entre épicos de versos que tratavam da queda da Atlântida e romances com uma pretensão de escrever, que agora são considerados pioneiros em ficção de gênero. Em 20.000 léguas submarinas (1869/71), Júlio Verne inclui uma visita ao Atlântico submerso a bordo do submarino do capitão Nemo' ' Nautilus  - com protagonistas caminhando por quilômetros sobre o fundo do mar até chegar às impressionantes ruínas afundadas, uma obviamente impossibilidade (Verne não estava ciente de pressão da água nas profundezas do oceano).

## Literatura
- A Queda de Atlântida, romance de Marion Zimmer Bradley e sua continuação imediata, Os Ancestrais de Avalon escrito por sua colaboradora Diane L. Paxson.
- Vinte Mil Léguas Submarinas, romance de Julio Verne: No capítulo XI, o náutilo visita as ruínas de Atlântida.
- Morte no Colégio, romance juvenil de Luis Eduardo Matta.
- Atlantis, romance de David Gibbins.
- Morte na Atlântida, romance de Clive Cussler.
- É possível ver uma identificação da Númenor de Tolkien com Atlântida. Os dúnedain, dentre os quais se destaca Aragorn, eram descendentes dos Númenorianos. Aragorn se torna rei de Gondor, reino cujos reis descendiam de Númenorianos. O conto sobre a queda de Númenor tem o nome de Atalantë.
- Robert E. Howard escreveu sobre Kull, rei da Atlântida. Os cimérios, dentre os quais se destaca Conan, eram descendentes dos atlantes.
- Em As Crônicas de Nárnia, O Sobrinho do Mago, há anéis que, segundo um personagem, vieram de Atlântida.
- No livro brasileiro A Batalha do Apocalipse, do autor Eduardo Spohr, há referência a esta civilização em contraposição com a civilização de Enoque. Neste universo fictício, esta civilização é destruída pelo Dilúvio.
- Em Filhos do Éden: Herdeiros de Atlântida também do autor Eduardo Spohr, uma parte da historia se passa em uma ruína de uma ilha pertencente ao domínio dos atlantes, que veneravam as criaturas celestes, mas mesmo assim não teve o seu destino poupado pela tirania do Arcanjo Miguel, e foi destruída pelo Dílúvio.
- O livro de Roseli von Sass, Atlântida: Princípio e Fim da Grande Tragédia, descreve os momentos que teriam antecipado o seu desaparecimento.
- Em Lágrima (Teardrop), romance escrito pela autora Lauren Kate em 2013, é inspirado na cidade perdida de Atlântida, onde Eureka descobre que suas lágrimas têm o poder de afundar nosso atual continente, trazendo de volta Atlântida e sua civilização, reinadas pelo terrível Atlas.
- No segundo livro da Série Teardrop, [3] Díluvio, de Lauren Kate, o mundo se afoga nas lágrimas de Eureka, que juntamente de Ander e sua família, tentam impedir que Atlas ressurja, trazendo consigo o caos do continente perdido de volta.

## Cinema e Televisão
- Atlântida, o Continente Desaparecido (Atlantis, the lost continent), filme estadunidense de 1961, dirigido por George Pal.
- Macgyver - o Tesouro Perdido de Atlâtida filme estadunidense de 1994, dirigido por Michael Veijar; onde Macgyver e um professor de faculdade tentam procurar o tesouro perdido de Atlântida, que é o conhecimento.
- O desenho animado Atlantis: The Lost Empire da Disney narra a redescoberta de Atlântida.
- O anime Fushigi no umi no Nadia que é baseado no romance de Julio Verne.
- Em Futurama, a Atlântida é formada pelos sobreviventes de Atlanta.
- As séries televisivas Stargate SG-1 e Stargate Atlantis, retratam uma cidade criada pelos "Antigos", que seriam o povo que construiu a cidade. Nesta série, "os Antigos" (os Atlantes) saíram da Terra, milhares de anos, em uma "Cidade Nave" chamada Atlantis e passam a viver em um planeta na galáxia de Pegasus.
- No jogo Tomb Raider: The Atlantean Scion e em seu remake Lara Croft Tomb Raider Anniversary, a arqueóloga Lara Croft recupera um valioso artefacto nessa mesma ilha, mas esta última explode. Em Tomb Raider Underworld há referências à ilha da mesma forma.
- A Lucas Arts produziu em 1992 o jogo Indiana Jones and The Fate of Atlantis, onde o herói impedia que artefatos atlantes caíssem em mãos nazistas.
- Na série de Animes Yu-Gi-Oh! Duel Monsters na quinta temporada, aparece o antigo rei de Atlantis, Dartz que quer roubar as almas de humanos para ressuscitar seu deus, o grande Leviatan.
- A Microsoft produziu em 2002 o jogo Age of Mythology e em 2003, Age of Mythology the Titans, em que se joga com um comandante atlante, Arkantos, em várias batalhas.
- Também referida na banda desenhada Blake & Mortimer, edição de 1957, com o título em português O Enigma da Atlântida
- No ano de 2000, a banda de prog metal Symphony X, lança o quinto álbum "V: The New Mythology Suite".O álbum lida com a história de Atlântida, mitologia egípcia e astrologia.
- No mangá Cavaleiros do Zodíaco The Lost Canvas, Atlântida seria a capital do Império de Posídon, e seria acessível por um caminho subterrâneo desde a Sibéria. Lá era guardado o Legado de Posídon, um fragmento de oricalco.
- Na animação A Era do Gelo 4, de 2012, o personagem Scratch chega em um local onde faz várias referências à Atlantis.

## Música
- Álbum The New Mythology Suite, 5º álbum da banda de Metal Progressivo estadunidense Symphony X, totalmente conceituado ao povo de Atlântida.
- Música "Atlantis" da cantora estadunidense Bridgit Mendler, que faz parte do seu segundo EP intitulado "Nemesis".